# Friedrich August Crome
Friedrich August Crome (* 21. Februar 1757 in Rehburg, getauft 22. Februar 1757; † 1. Mai 1825 in Jeinsen) war ein deutscher lutherischer Theologe und Superintendent der Stadt Einbeck sowie in Jeinsen.

## Leben
Crome, ein Sohn des Rehburger Pastors und späteren Generalsuperintendenten Friedrich Andreas Crome, studierte seit 1775 Theologie in Göttingen und wurde zunächst Hauslehrer in Markoldendorf bei einem Pastor Groschupf, dann in Wunstorf bei dem Major Gottlieb Anton von Hinüber (1726–1801) für dessen Sohn Joh. Heinrich Wolbrand von Hinüber (1767–1807). Das erste Examen absolvierte er 1781. Nach seinem sehr guten zweiten Examen (1785 beim Abt Chappuzeau) blieb er zunächst wieder Hauslehrer, und zwar in Hannover beim dortigen Konsistorialrat Heiliger.
1788 wurde er Pastor in Lauterberg, wo er unter anderem Bekanntschaft mit der durchreisenden Philosophin Dorothea Schlözer schloss. Er heiratete am 7. Dezember 1791 eine seiner Konfirmandinnen, Henriette König (7. Oktober 1776–19. Juni 1798).

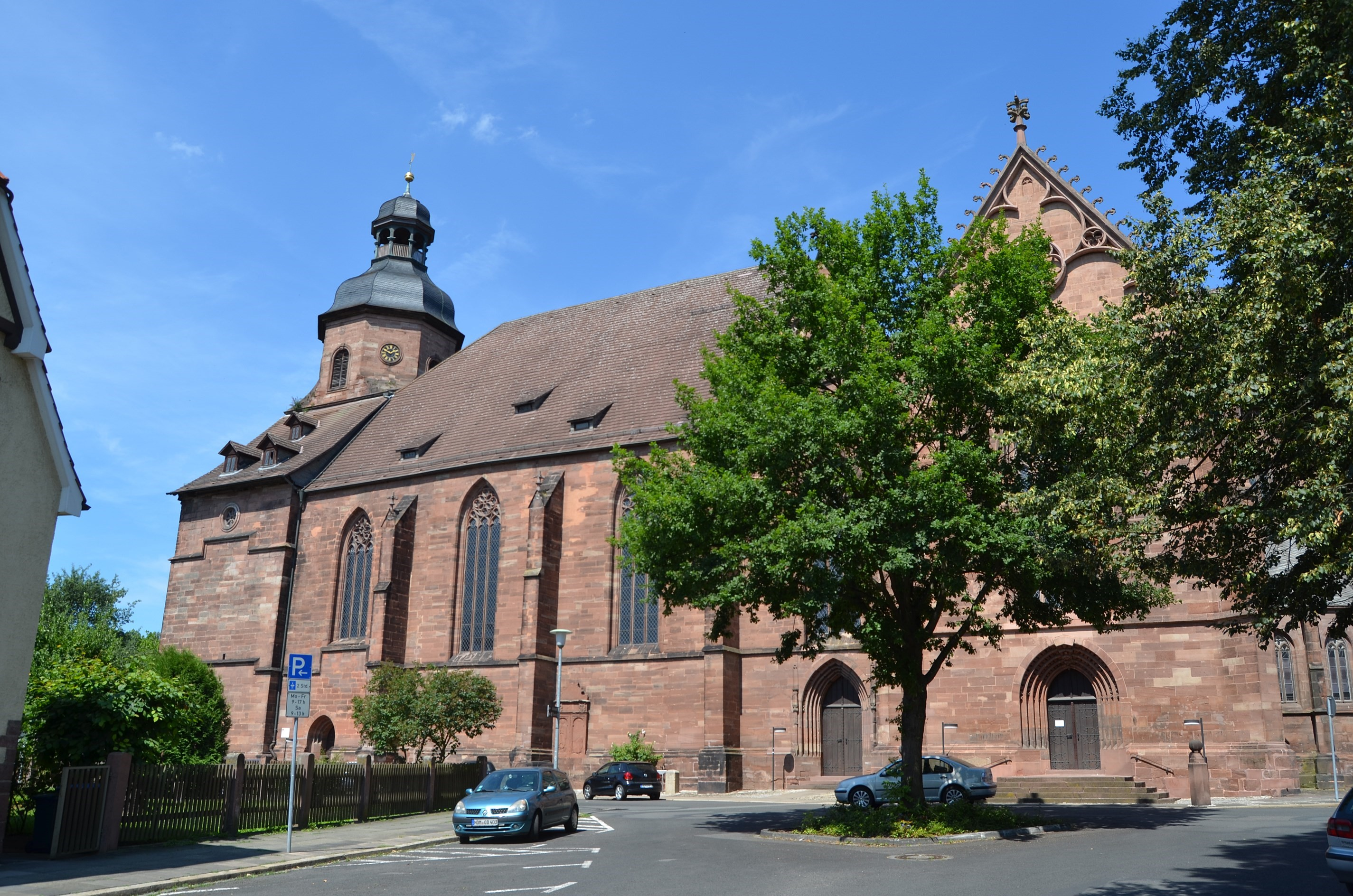
St. Alexandri, Einbeck

1799 wurde er Stiftsprediger in St. Alexander zu Einbeck und Superintendent der Stadt, die 1803 französisch besetzt wurde. Am 5. Januar 1800 schloss er seine zweite Ehe mit Wilhelmine von Ramdohr (25. Juli 1778–24. September 1830), Tochter des Stiftsseniors Christian von Ramdohr. 1817 wurde er als Senior in das geistliche Stadtministerium von Einbeck berufen.
Im August 1823 wurde er, bereits stark lungenleidend, als Superintendent nach Jeinsen in das Amt Kalenberg berufen. Hier starb er zwei Jahre später an Tuberkulose.
Er verfasste kleinere Schriften theologischen Inhalts, unter anderem Über die Meditation des Predigers, Leipzig 1808. Seine Theologie ist durch den Übergang von der lutherischen Orthodoxie zum rationalistischen Christentum geprägt.
Drei seiner Söhne erreichten das Mannesalter und wurden ebenfalls Pastoren (Wilhelm Crome 1793–1842, Pastor in Iber; Adolf Crome 1814–1886 Pastor in Hardegsen und Superintendent in Kirchweyhe; Theodor Crome 1821–1874, Pastor in Radevormwald). Von fünf Töchtern heiratete nur Adelheid (1807–1886), ebenfalls einen Pastor, Georg Christian Chappuzeau (1803–1879, Pastor in Mariensee, später Dorfmark, Enkel des Christoph Heinrich Chappuzeau).